# The Strangeloves
The Strangeloves var ett amerikanskt garagerock-band bildat 1964 i Brooklyn, New York. Medlemmar i gruppen var Bob Feldman, Jerry Goldstein, och Richard Gottehrer. De hade en hit 1965 med låten "I Want Candy". För att verka lite mer exotiska sade sig gruppen komma från Australien. Två mindre uppföljarhits, "Cara-Lin" och "Night Time", blev det men sedan försvann gruppen 1968.

## Diskografi (urval)
Album
- 1965 – I Want Candy
- 1995 – I Want Candy: The Best Of The Strangeloves (samlingsalbum)

Singlar (på Billboard Hot 100)
- 1964 – "Love, Love" (#122) (som Strange Loves)
- 1965 – "I Want Candy" (#11)
- 1965 – "Out In The Sun" (#106) (som The Beach-Nuts = The Strangeloves och The Angels.)
- 1965 – "Cara-Lin" (#39)
- 1965 – "Night Time" (#30)
- 1966 – "Because of You" (#104) (Bob Feldman och Jerry Goldstein som Rome & Paris.)
- 1966 – "Hand Jive" (#100)
- 1968 – "Honey Do" (#120)
- 1969 – "Bubble Gum Music" (#74) (Bob Feldman och Jerry Goldstein som The Rock & Roll Dubble Bubble Trading Card Co. Of Philadelphia 19141.)